# Яндома
Я́ндома — малая река в России, протекает в Республике Карелия. Длина реки - 4,3 км, площадь водосбора 108 км².
Вытекает из Яндомозера, впадает в Онежское озеро (залив Великая Губа), около деревни Усть-Яндомы.
К бассейну Яндомы также относится Корбозеро.

## Данные водного реестра
По данным государственного водного реестра России относится к Балтийскому бассейновому округу, водохозяйственный участок реки — Бассейн Онежского озера без рр. Шуя, Суна, Водла и Вытегра, речной подбассейн реки — Свирь (включая реки бассейна Онежского озера). Относится к речному бассейну реки Нева (включая бассейны рек Онежского и Ладожского озера).
Код объекта в государственном водном реестре — 01040100612102000015563.